# Campionat Europeu de Salts
El Campionat Europeu de Salts és la competició de salts més prestigiosa a nivell europeu. És organitzat per la LEN des del 1926 en el marc del Campionat d'Europa de natació. A partir del 2009 es va decidir que en els anys imparells, quan no se celebren els europeus, es disputi un campionat només d'aquesta disciplina.

## Edicions
| Edició | Any  | Seu     | País     |
| ------ | ---- | ------- | -------- |
| I      | 2009 | Torí    | Itàlia   |
| II     | 2011 | Torí    | Itàlia   |
| III    | 2013 | Rostock | Alemanya |
| IV     | 2015 | Rostock | Alemanya |

## Medaller històric
- Actualitzat fins a Rostock 2015

| Posició | País       | Or | Plata | Bronze | Total |
| 1       | Rússia     | 14 | 21    | 12     | 47    |
| 2       | Itàlia     | 12 | 5     | 4      | 21    |
| 3       | Alemanya   | 9  | 15    | 15     | 39    |
| 4       | Ucraïna    | 9  | 9     | 13     | 31    |
| 5       | França     | 4  | 1     | 3      | 8     |
| 6       | Suècia     | 3  | 0     | 1      | 4     |
| 7       | Regne Unit | 2  | 2     | 3      | 7     |
| 8       | Belarús    | 0  | 0     | 1      | 1     |
| 8       | Hongria    | 0  | 0     | 1      | 1     |
|         | TOTAL      | 53 | 53    | 53     | 159   |